# Saint-Thomas-la-Garde
Saint-Thomas-la-Garde är en kommun i departementet Loire i regionen Auvergne-Rhône-Alpes i centrala Frankrike. Kommunen ligger i kantonen Montbrison som tillhör arrondissementet Montbrison. År 2022 hade Saint-Thomas-la-Garde 596 invånare.

## Befolkningsutveckling
Antalet invånare i kommunen Saint-Thomas-la-Garde
| Referens: INSEE |